# Discovery Channel (Germania)
Discovery Channel Deutschland è la versione tedesca di Discovery Channel. È gestita da Discovery Networks Deutschland, con sede a Monaco.
Iniziò le trasmissioni il 26 agosto 1996, sulla piattaforma satellitare DF1. A quel tempo, il canale era il risultato di una collaborazione tra Kirch Media e Discovery Communications.
Kirch Media dichiarò bancarotta nel 2002 e Discovery Communications divenne successivamente l'unico proprietario del canale.
Il canale è stato congiunto con gli altri canali affiliati attraverso il lancio di Animal Planet nel 2004, Discovery Geschichte nel 2005 e Discovery HD nel 2006.
Discovery Channel è esclusivamente disponibile attraverso Premiere dal 2009, quando un nuovo accordo è stato siglato tra Premiere e Discovery. Il nuovo contratto permette a Discovery Channel dal 1 luglio 2009 di trasmettere i programmi presenti sugli altri canali affiliati. Successivamente questo comporterà la sparizione di Animal Planet e Discovery Geschichte da Premiere.